# Соколин, Владимир Александрович
Владимир Александрович Соколин, настоящая фамилия — Шапиро (2 апреля 1896, Женева, Швейцария — 1984, Швейцария) — советский дипломат, помощник Генерального секретаря Лиги Наций с 1937 по 1939 год, швейцарский писатель.

## Биография
Родился в семье революционно настроенных российских евреев, которые на тот момент изучали медицину в Швейцарии. В возрасте четырех месяцев родители оставили его в швейцарской приемной семье, затем брали на какое-то время с собой в Россию. Он учился частично в Швейцарии, частично в России, закончил среднее образование в Швейцарии.
Во время Первой мировой войны летом 1915 года Владимир добровольно прибыл из Швейцарии в Россию, чтобы пойти на фронт. На фронте он был ранен.
После Октябрьской революции 1917 года Владимир стал секретарем Льва Каменева. Он был послан в составе миссии к правительству Латвийской социалистической советской республики во главе с П. Стучкой, затем был в составе торговой делегации в Германии.
В 1920-е годы был руководителем секретариата Каменева, в 1927 году перешел в штат НКИД. С 1931 года работал в советском полпредстве в Париже, в 1935 году — в полпредстве в Бухаресте, с 1936 года — снова в Париже.
В 1937 году Соколин стал помощником Генерального секретаря Лиги Наций в Женеве (СССР вступил в Лигу в 1934 году). Соколин был единственным советским представителем в аппарате Лиги наций.
В связи с началом советско-финской войны в декабре 1939 года СССР был исключен из Лиги Наций. В связи с этим Соколин был уволен со своей должности, но он предпочел не возвращаться в СССР (мотивируя это серьезной болезнью), а остаться жить в Швейцарии.
В 1948 году в Швейцарии была издана его полуавтобиографическая книга Ciel et terre soviétiques (Советские небо и земля). Затем он опубликовал еще несколько романов и эссе на французском языке. В 1960-е годы он преподавал русский язык в школе Мигро. Швейцарское гражданство он получил только в 1981 году, незадолго до смерти (до этого ему отказывали в получении гражданства, мотивируя это тем, что он «исповедует убеждения, несовместимые с демократическими идеалами Швейцарского государства»).